# Orgel der Dorpskerk Noordbroek
Die Orgel der Dorpskerk Noordbroek in der niederländischen Provinz Groningen wurde im Jahr 1696 von Arp Schnitger fertiggestellt. Sie verfügt heute über 24 Register, die auf zwei Manuale und Pedal verteilt sind. Das Gehäuse und der originale Registerbestand sind weitgehend im Zustand von 1809 erhalten.

## Baugeschichte

### Neubau durch Schnitger 1695–1696

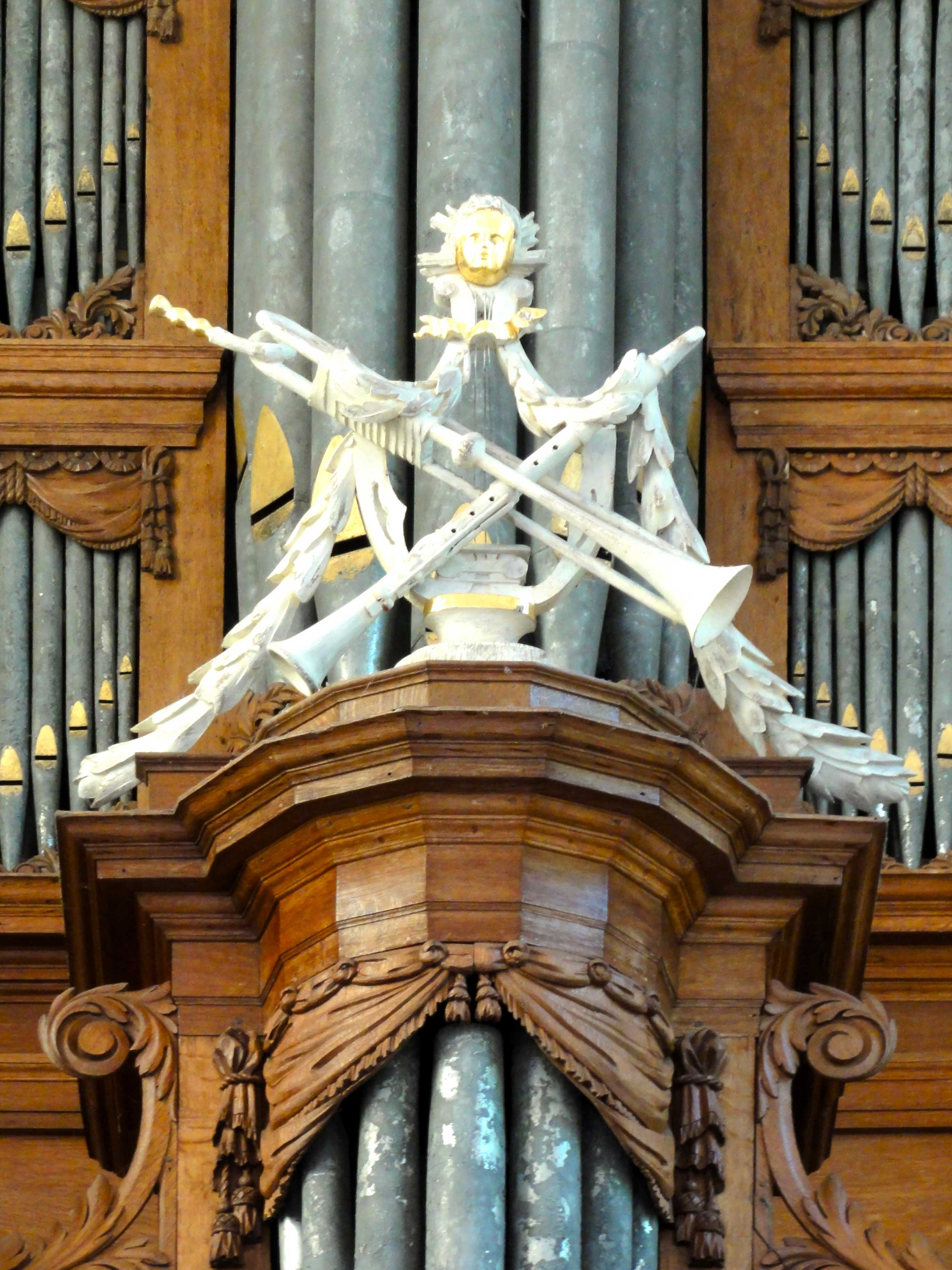
Bekrönender Aufbau über dem Rückpositiv von 1809

In der großen mittelalterlichen Kreuzkirche in Noordbroek gab es eine Vorgängerorgel, aus der Schnitger drei Register von hoher Qualität für seinen Neubau 1695–1696 übernahm, zwei Flötenstimmen im Rückpositiv und die Quinte 3′ im Hauptwerk. Die neue Orgel umfasste 20 Register, die auf Hauptwerk, Rückpositiv und Pedalwerk verteilt waren. Das Pedalwerk wurde hinterständig hinter dem Gehäuse des Hauptwerks aufgestellt, wie bei der Orgel in Cappel (1680) und der Orgel in Uithuizen (1701). Die genaue Disposition ist nicht bekannt. Nach dem Erweiterungsumbau der Orgel der Martinikerk in Groningen in den Jahren 1691–1692 war Schnitgers Orgel in Noordbroek sein erstes größeres Werk in den Niederlanden.
Das Rückpositivgehäuse in der Emporenbrüstung ist die verkleinerte Form des Hauptwerkgehäuses und weist noch die ursprüngliche fünfteilige, schnitgersche Form auf. Der überhöhte polygonale Mittelturm wird von zwei Spitztürmen flankiert. Dazwischen sind zweigeschossige Flachfelder angebracht, die durch profilierte Kämpferleisten geteilt werden.

### Spätere Arbeiten
Albertus Antonius Hinsz erweiterte das Instrument im Jahr 1768 um drei Register und vergrößerte zu diesem Zweck die Manualgehäuse nach hinten. Zudem baute er neue Manualklaviaturen mit einem größeren Tonumfang ein. Das Hauptwerk war nun vom unteren Manual anspielbar. Für die Manualwerke schuf Hinsz neue Windladen und neues Schnitzwerk. Hinsz brachte eine Kartusche unter dem Rückpositiv mit einer Inschrift an, die von reichem Schnitzwerk im Stil des Rokoko umgeben wird.
Ein eingreifender Umbau erfolgte in den Jahren 1806 bis 1809 durch Heinrich Hermann Freytag auf einer neuen hölzernen Empore. Die Brüstung ist mit reliefartigen Schnitzereien in Füllungen zwischen Pilastern verziert. Freytag versetzte das Pedalwerk mit neuen Laden seitlich an das Hauptwerk und erweiterte es um ein Register. Für die neuen Pedaltürme fertigte er neue Prospektpfeifen mit spitzen Oberlabien im Stil des frühen 17. Jahrhunderts an. Freytag orientierte sich bei der Gestaltung der Prospektpfeifen und der Anlage des Pedalwerks möglicherweise an der Orgel in Noordwolde, an der er im Jahr 1802 gearbeitet hatte. Er verband die Pedaltürme mit dem Hauptwerkgehäuse durch Flachfelder im Stil Schnitgers, sodass die Orgel nun einen stark verbreiterten, neunachsigen Prospekt aufweist. Zudem wurden bekrönende Vasen und Urnen auf dem Gehäuse sowie neue Seitenflügel ergänzt und nahezu das komplette Schnitzwerk und die Ornamente in den Pfeifenfeldern im Stil des Klassizismus durch den Bildhauer Mattheus Walles erneuert. Auf diese Weise vereint der Prospekt verschiedene Stile. Freytag baute hinter der Orgel, wo bisher das Pedalwerk gestanden hatte, eine neue Balganlage mit vier neuen Keilbälgen. Die Westwand hinter der Orgel wurde 1809 mit einer Draperie bemalt. Die Gesamtkosten für den Umbau betrugen 3450 Gulden.
Im Jahr 1855 baute Petrus van Oeckelen eine Pedalkoppel ein und ersetzte drei Register im Rückpositiv.

### Restaurierungen
Pläne in den 1920er Jahren einer umfassenden Modernisierung kamen nicht zur Durchführung. Der Organologe Cornelius H. Edskes und Simon Graafhuis, der von 1946 bis 1983 als Organist in Noordbroek wirkte, führten das Rückpositiv in den Jahren 1955 bis 1958 auf den Zustand von 1809 zurück. Die Entfernung der Farbschichten an Empore und Orgelgehäuse wurde im Rahmen der Kirchenrenovierung in den Jahren 1968 bis 1974 vollendet. 1974 reparierte Graafhuis die Orgel. Die Firma Flentrop machte van Oeckelens Umwandlung der Quintadena 16′ in ein Bourdun 16′ wieder rückgängig. Berend Veger & Winold van der Putten führten 1983 weitere Arbeiten durch und restaurierten teilweise die Zungenstimmen. Veger und van der Putten führten 1996 eine weitere Reparatur aus. 1998 folgte eine Erneuerung der Registerschilder entsprechend den Angaben des Kontrakts von 1806 mit Freytag. Zudem wurden die Manualklaviaturen restauriert. Im Jahr 2001 restaurierte Mense Ruiter die Bälge und baute einen neuen Windkanal. Ein Jahr später intonierte Ruiter drei Register des Rückpositivs neu. Die dunkle Färbung der Prospektpfeifen rührt von einem Schwelbrand in der Kirche. Im Jahr 2003 wurde die Kellner-Stimmung von der Werkstatt Ruiter gelegt. Im Jahr 2015 wurden die Windladen restauriert.

## Disposition seit 1958
| I Hauptwerk C–c3 |     |     |
| Praestant        | 8′  | Fr  |
| Quintadeen       | 16′ | H/E |
| Holpijp          | 8′  | S   |
| Octaaf           | 4′  | S   |
| Speelfluit       | 4′  | S   |
| Quint            | 3′  | V/S |
| Octaaf           | 2′  | S   |
| Mixtuer IV–V     | 1′  | S/H |
| Trompet          | 8′  | S   |
| Vox humana       | 8′  | H   |

| II Rückpositiv C–c3 |     |       |
| Praestant           | 4′  | Fr    |
| Fluit douce         | 8′  | V/S/H |
| Spitsfluit          | 4′  | V/S/H |
| Octaaf              | 2′  | vO/E  |
| Sesquialter II–III  | 2⁄3 | E     |
| Scherp III–IV       | 1⁄2 | E     |
| Dulciaan            | 8′  | H/E   |

| Pedal C–d1 |     |      |
| Praestant  | 8′  | Fr   |
| Bourdon    | 16′ | S    |
| Gedekt     | 8′  | Fr   |
| Octaaf     | 4′  | S    |
| Bazuin     | 16′ | S/Fr |
| Trompet    | 8′  | S/Fr |
| Cornet     | 4′  | S/Fr |

- Koppeln: Schiebekoppel II/I (H), I/P (vO)
- Tremulant auf das ganze Werk
- 3 Sperrventile

Anmerkungen
V = aus Vorgängerorgel (wahrscheinlich Hendrick Huisz, 1658)
S = Schnitger (1696)
H = Hinsz (1768)
Fr = Freytag (1809)
vO = van Oeckelen (1855)
E = Edskes (1955)

## Technische Daten
- 24 Register, 33 Pfeifenreihen.
- Windversorgung:

  - Blasbälge: 4 Keilbälge (Freytag)
  - Winddruck: 82 mmWS
- Windladen: Manuale (Hinsz), Pedal (Freytag)
- Traktur:
  - Klaviaturen (Hinsz)
  - Tontraktur: Mechanisch
  - Registertraktur: Mechanisch
- Stimmung:
  - Wohltemperierte Stimmung (Kellner-Bach modifiziert)
  - Tonhöhe: etwas über einen halben Ton über normal (a1 = 470 Hz)